# 티엔응
티엔응(베트남어: Thiên Ứng / 天應 천응, 1516년 3월 ~ 11월)은 베트남 후 레 왕조 때 봉기를 일으킨 제석강생(帝釋降生) 쩐까오(陳暠)가 사용한 연호이다. 동년 11월, 쩐까오의 전투 패배 이후에 아들 쩐꿍(베트남어: Trần Cung / 陳㫒 진공)에게 양위하였으며, 이후에 다시 출가하였다.

## 개원
- 후 레 왕조(後黎朝) 홍투언(洪順) 8년 3월 6일[1](율리우스력 1516년 4월 7일)에 칭제 후, 연호를 티엔응(天應)으로 건원함.[2][3]

- 티엔응(天應) 원년(1516년) 11월에 연호를 뚜옌호아(宣和)로 개원함.[2]

## 연대 대조표
| 꽝티에우 | 서기 (西紀) | 간지 (干支) | 후 레 왕조 연호                      | 명나라 연호     |
| 원년     | 1516년      | 병자 (丙子) | 홍투언(洪順) 8년 꽝티에우(光紹) 원년 | 정덕(正德) 11년 |